# برایانا تیتون
برایانا تیتون (به انگلیسی: Brianna Titone) سیاستمدار و دانشمند آمریکایی است.
او یک زن ترنس است. در حال حاضر به عنوان عضوی از مجلس نمایندگان کلرادو از ناحیه ۲۷ خدمت می‌کند. تیتون در هفتاد و چهارمین انتخابات مجمع عمومی ایالت کلرادو برای عضویت در مجلس ایالتی انتخاب شد او اولین قانونگذار در ایالت کلرادو است که آشکارا تراجنسیتی است.